# Croisy-sur-Andelle
Croisy-sur-Andelle là một xã thuộc tỉnh Seine-Maritime trong vùng Normandie miền bắc nước Pháp.

## Huy hiệu
| Arms of Croisy-sur-Andelle | The arms of Croisy-sur-Andelle are blazoned: Tierced per pall abased: 1: Gules, a leopard Or, 2&3: vert, a tree Or; overall a pall argent. |

## Dân số
| Năm | 1962 | 1968 | 1975 | 1982 | 1990 | 1999 | 2006 |
| --- | ---- | ---- | ---- | ---- | ---- | ---- | ---- |
| Dân số | 301  | 308  | 283  | 358  | 438  | 525  | 522  |
| From the year 1962 on: No double counting—residents of multiple communes (e.g. students and military personnel) are counted only once. |      |      |      |      |      |      |      |